# Perssoniella vitreocincta
Espèce
Statut de conservation UICN

 VU B1+2c : Vulnérable
Perssoniella vitreocincta est une espèce de plantes de la famille des Perssoniellaceae.

## Publication originale
- Arkiv för Botanik, Andra Serien 2: 265. 1952.